# Drulia cristata
Drulia cristata är en svampdjursart som först beskrevs av W. Weltner 1895.  Drulia cristata ingår i släktet Drulia och familjen Metaniidae. Inga underarter finns listade i Catalogue of Life.